# 田栖川村
田栖川村（たすかわむら）は、和歌山県有田郡にあった村。現在の湯浅町の北半にあたる。

## 地理
- 海洋：紀伊水道（湯浅湾）
- 山岳：北山、平見山、雲雀山
- 河川：山田川

## 歴史

### 村名の由来
「田」・「栖」原・吉「川」の合成地名。

### 沿革
- 1889年（明治22年）4月1日 - 町村制の施行により、田村・栖原村・吉川村の区域をもって発足。
- 1956年（昭和31年）3月31日 - 湯浅町に編入。同日田栖川村廃止。

## 交通

### 鉄道路線
村域を日本国有鉄道の紀勢西線（現・紀勢本線）が通過したが、駅は所在しなかった。

### 道路
- 国道170号（現・国道42号）